# Наварредонда-і-Сан-Мамес
Наварредонда-і-Сан-Мамес (ісп. Navarredonda y San Mamés) — муніципалітет в Іспанії, у складі автономної спільноти Мадрид. Населення — 140 осіб (2010).
Муніципалітет розташований на відстані близько 65 км на північ від Мадрида.
На території муніципалітету розташовані такі населені пункти: (дані про населення за 2010 рік)
- Наварредонда: 46 осіб
- Сан-Мамес: 78 осіб
- Ель-Патуело: 5 осіб
- Прадо-Гамональ: 5 осіб
- Ла-Соланілья: 6 осіб

## Демографія
Динаміка населення (INE ):

## Галерея зображень

Розташування муніципалітету у автономній спільноті Мадрид
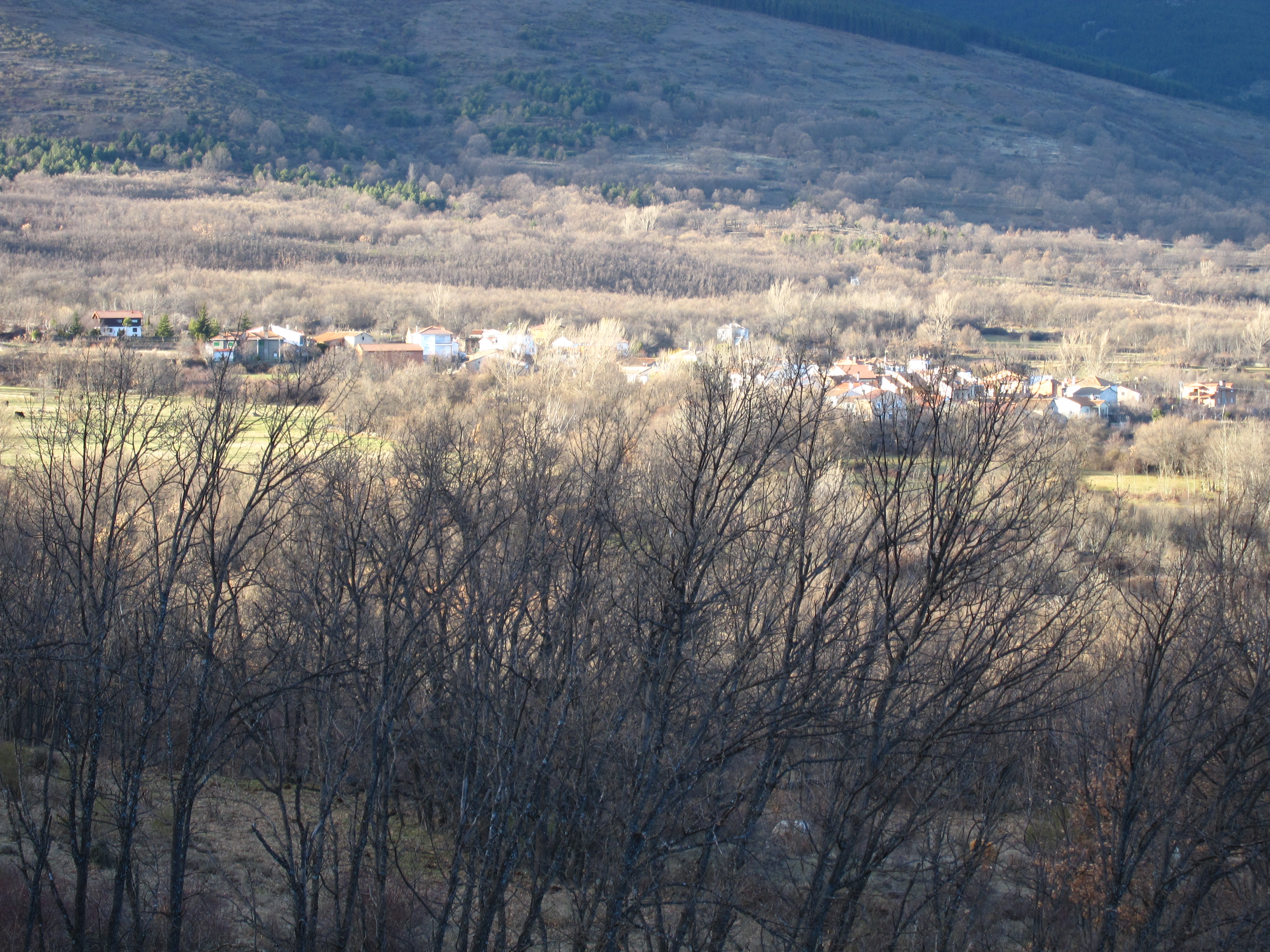
Панорама Наварредонди
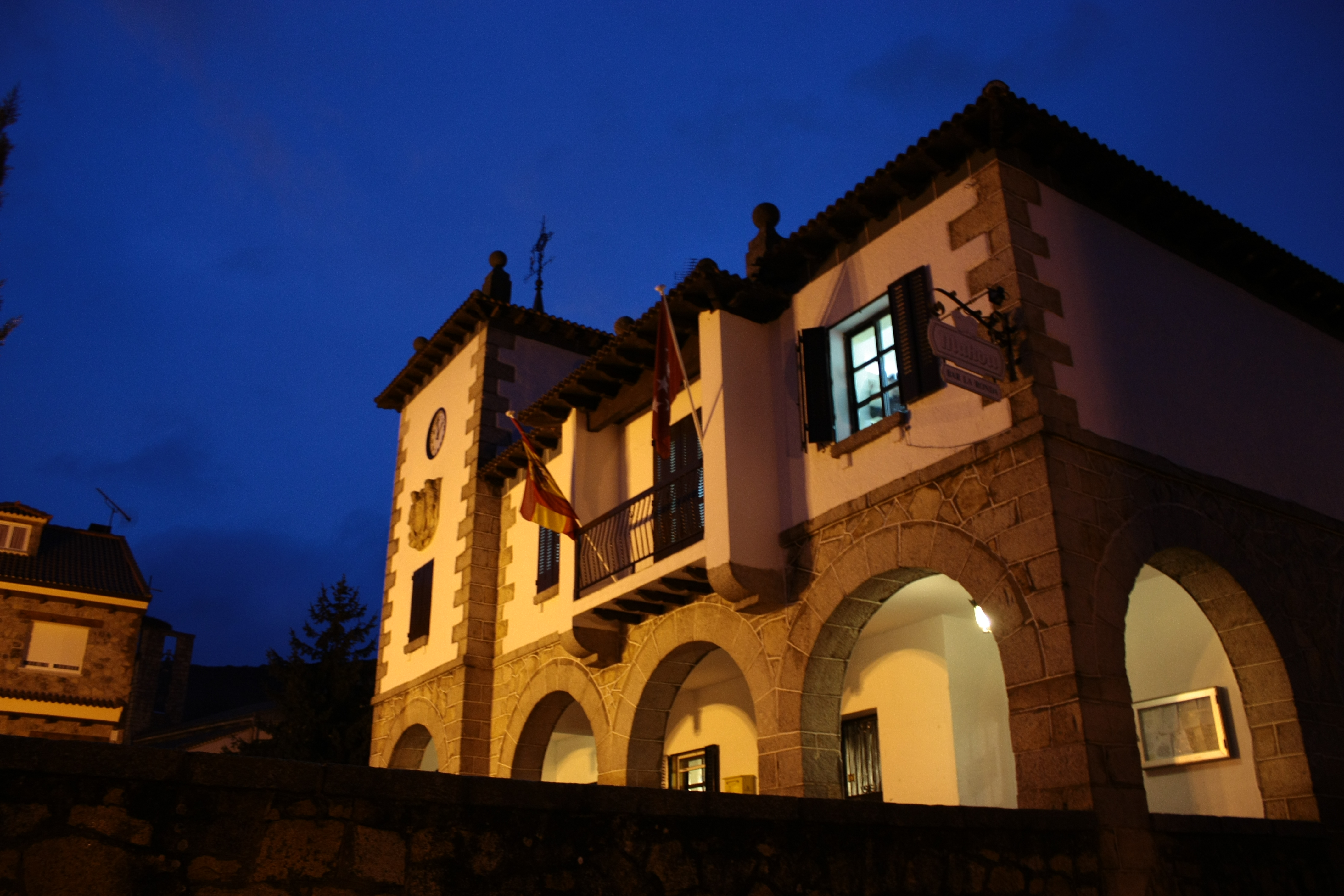
Муніципальна рада Наварредонди
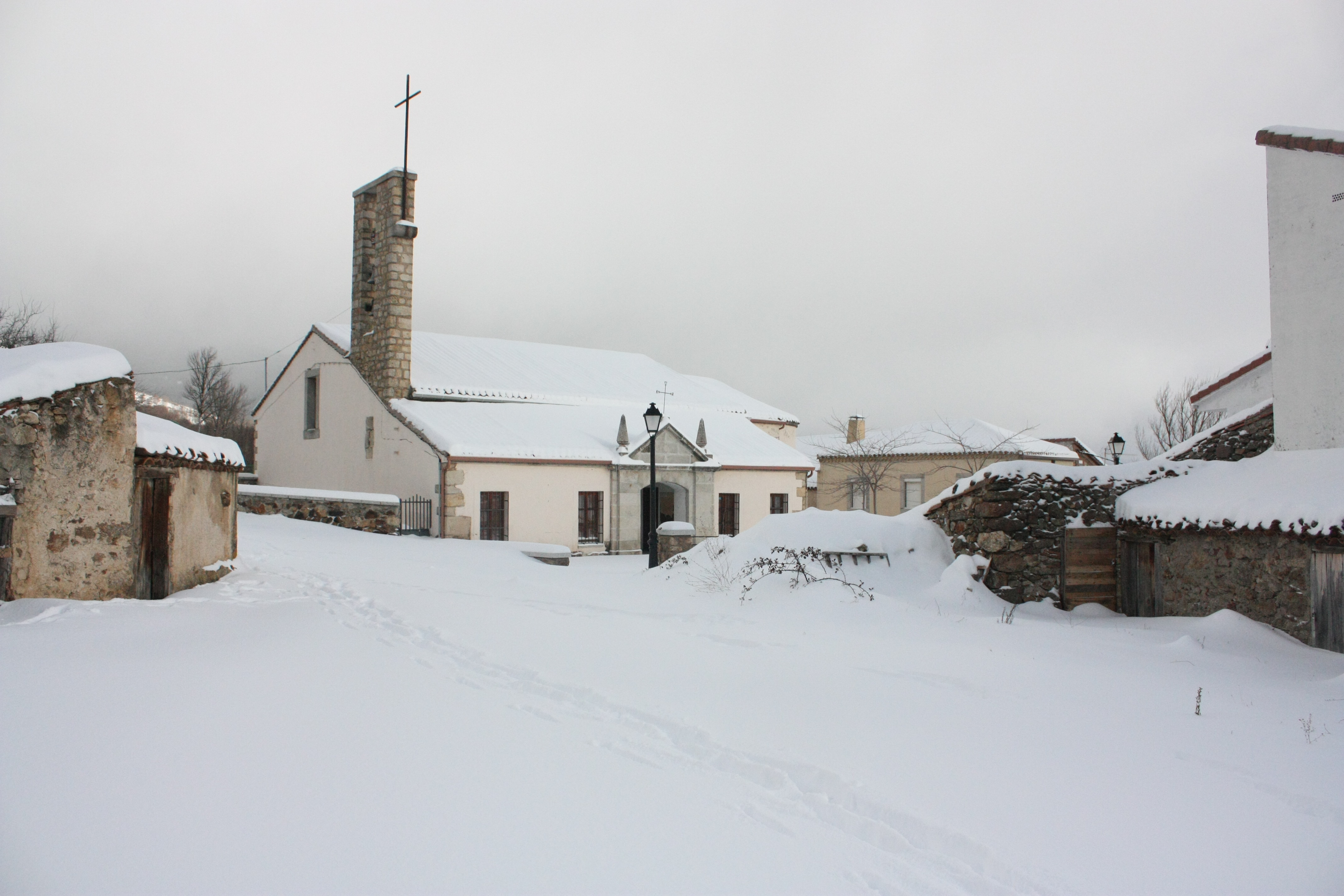
Церква у Наварредонді